# Masaya Katō
Masaya Katō (加藤雅也, Katō Masaya) est un acteur japonais né le 27 avril 1963 à Nara au Japon.

## Filmographie sélective

### Cinéma
- 1992 : Rakuyō de Rō Tomono : Kaya Tatsuma
- 1996 : Crying Freeman de Christophe Gans
- 1997 : Sandy Whitelaw de Alexander Whitelaw : Morri
- 1997 : Drive de Steve Wang
- 2000 : Aniki, mon frère (Brother) de Takeshi Kitano : Shirase
- 2000 : Women of the Night de Zalman King : Sato
- 2000 : Okinawa Rendez-vous (Luen chin chung sing) : Ken Sato
- 2000 : School Day of the Dead (Shisha no Gakuensai) de : Isamu Kurabayashi
- 2001 :  Agitator (Araburu tamashii-tachi) de Takashi Miike : Kunihiko
- 2002 : Blood Heat (Masuuruhiito) de Ten Shimoyama : Rai Kenjin
- 2003 : Samurai Resurrection (魔界転生, Makai tenshō?) de Hideyuki Hirayama : Araki Mataemon
- 2003 : Aragami de Ryuhei Kitamura : Aragami/Tengu/Miyamoto Musashi
- 2003 : Gozu de Takashi Miike
- 2003 : The Man in White : Azusa
- 2004 : Fighter in the Wind (Baramui Fighter) de Yang Yun-ho : Kato
- 2005 : Rampo Noir (乱歩地獄, Ranpo jigoku?) de Akio Jissōji : Atsushi Kaneko
- 2005 : Muscle Heat de Ten Shimoyama
- 2006 : Sakura: Blue-Eyed Samurai
- 2007 : Unfair: The Movie
- 2009 : Shinjuku Incident de Derek Yee
- 2016 : Terra Formars
- 2019 : Kingdom : Jie Shi

### Télévision
- 1997 : Le Caméléon - Saison 2 : Tommy Tanaka dans l'épisode 6
- 2001 : Le Courtier du cœur (Good Advice) de Steve Rash : Trader Japonais